# Reggenza di Pelalawan
La reggenza di Pelalawan (in lingua indonesiana: Kabupaten Pelalawan) è una reggenza dell'Indonesia, situata nella provincia di Riau.